# Eupithecia carribeana
Eupithecia carribeana es una especie de polilla de la familia Geometridae. La especie fue descrita por primera vez por Claude Herbulot habiendo sido descrita en 1986, con distribución en Martinica y posiblemente en Guadalupe. El holotipo de la especie fue descrita en el sector Monre á Louis de Guadalupe.